# Orgel und Sax

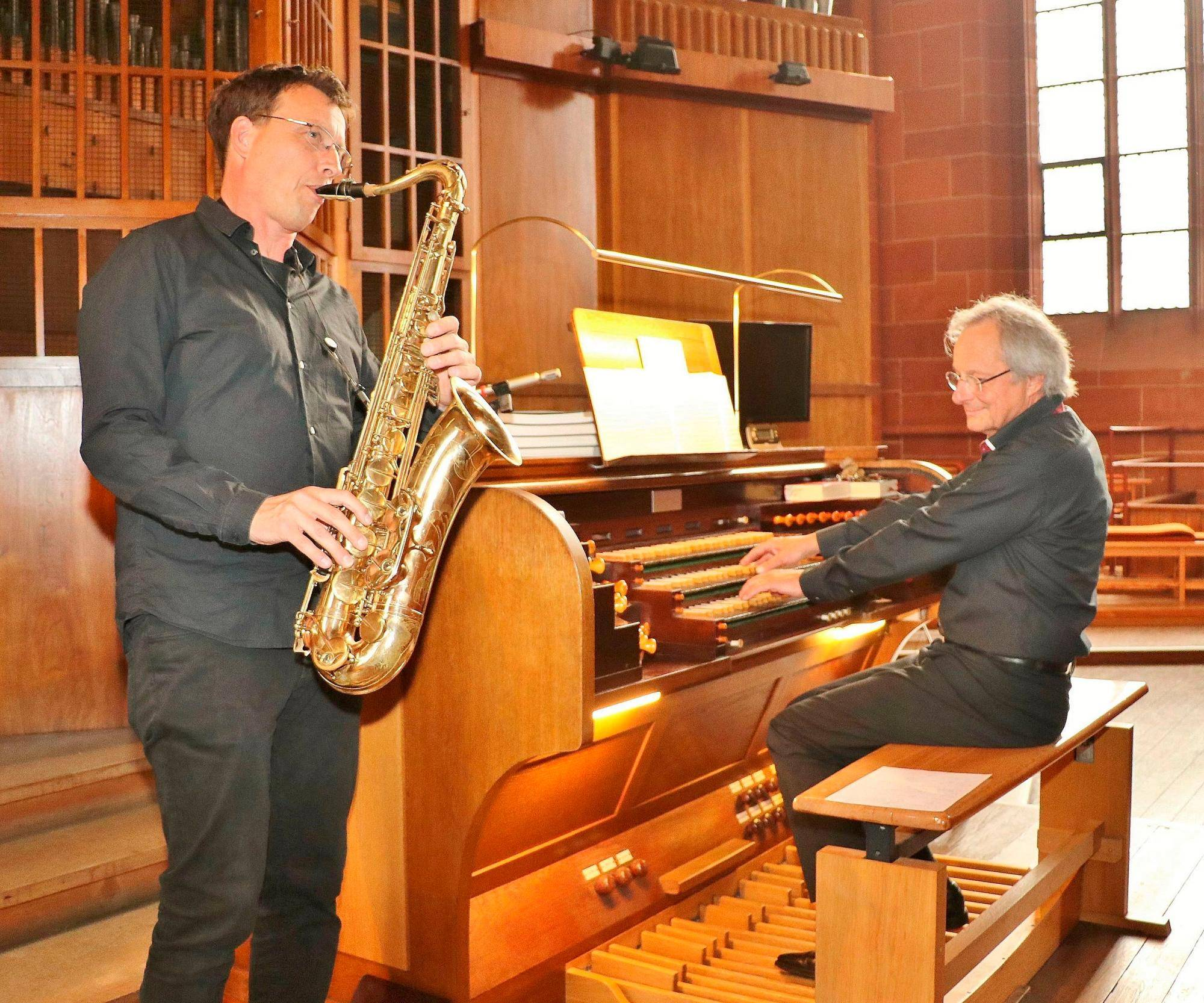
Uli Kammerer und Wolfgang Schröter

Orgel und Sax ist ein Duo für neuere Kirchenmusik, bestehend aus Orgel und Saxophon. Es wurde 2002 von Uli Kammerer (*16. Februar 1965 in Weinheim) und Wolfgang Schröter (* 24. Februar 1953 in Heidelberg) in Weinheim gegründet.

## Geschichte
Kammerer (Saxophon) und Schröter (Kirchenorgel) erhielten auf ihren Instrumenten eine klassische Musikausbildung. Als Mitglieder von Jazzbands sammelten sie Improvisationserfahrung, die sie in Schulorchestern und eigens gegründeten Schüler-Jazzbands weitergaben. Sie begannen ihre musikalische Zusammenarbeit 2001 als Lehrer am Werner-Heisenberg-Gymnasium Weinheim.

## Stil
Das Duo bearbeitet Choräle, Taizé-Lieder, mittelalterliche Weisen und Bach-Fugen, die es mit eigenen Kompositionen verbindet.
2019 wurde die Variante Orgel und Sax Stage unter Einbeziehung von Synthesizern entwickelt. So werden auch Aufführungen außerhalb von Kirchenräumen möglich. Zusätzlich wurden Titel aus dem Jazz-, Blues- und Psychedelic-Bereich neu ins Programm aufgenommen.

## Musikalische Schwerpunkte
- Bearbeitung Bach’scher Orgelfugen: Hierbei wird dem Saxophon eine obligate Stimme zugewiesen. Orgel und Saxophon haben jeweils Improvisationsanteile. Neuharmonisierung von Chorälen und Kirchenliedern mit Blues- und Jazzakkorden; Improvisation über diese Akkordfolgen

- Programmierung und musikalische Einbindung von Analogsynthesizern (Roland MKS-80 Super Jupiter, Oberheim Matrix) sowie Yamaha FM-Synthese (DX7)[5]

## Konzerte
- 2002 erstes Kirchenkonzert in Weinheim-Lützelsachsen[6]
- ab 2002 folgen zahlreiche Konzerte in Kirchen der Bergstraßengemeinden[7] von Darmstadt bis Heidelberg
- 2013 Kirchenkonzert Orgelsommer Lüdenscheid[8]
- 2014 Kirchenkonzert Steinen (Lörrach)[9]
- Auftritte bei Kirchentagen: 2007 Köln, 2009 Bremen, 2010 München[10], 2011 Frauenkirche Dresden[11], 2012 Mannheim, 2014 Regensburger Dom[12] (Mitschnitt[13]), 2015 Stuttgart, 2017 Leipzig
- 2014 und 2018[14] Zisterzienzernacht Abtei Himmerod
- 2019 „Orgel und Sax Stage“, CD-Release Hug Records #1, Berlin, im Club Klunkerkranich[15]
- Privatkonzerte in Galerien und Kapellen

## Diskografie
- Orgel und Sax Nr. 1, 2002[16]
- Orgel und Sax Nr. 2, 2007[17]
- Orgel und Sax Nr. 3, 2010[18]
- Orgel und Sax Nr. 4, 2013[19]

- Orgel und Sax Nr. 5, 2021[20]